# Knox Coast
Knox Coast ligger vid Wilkes Land på Antarktis.